# Kaja Puto
Kaja Puto (ur. 7 października 1990) – polska dziennikarka, redaktor naczelna portalu internetowego KrytykaPolityczna.pl (od 2025).

## Życiorys
Pochodzi z Sosnowca. Ukończyła naukę w V Liceum Ogólnokształcącym im. Augusta Witkowskiego w Krakowie oraz w Międzydziedzinowe Indywidualne Studia Humanistyczne i filozofię na Uniwersytecie Jagiellońskim. Studiowała również wschodoznawstwo w Berlinie i Tbilisi. W latach 2015–2018 była wiceprezeską wydawnictwa Korporacja Ha!art. Od maja 2025 jest redaktor naczelną portalu internetowego KrytykaPolityczna.pl.
Publikuje na łamach „Krytyki Politycznej”, „Gazety Wyborczej”, „Nowej Europie Wschodniej”, „Polityki”, „Open Democracy”, „Süddeutsche Zeitung”. Należy do stowarzyszenia n-ost (Netzwerk für Osteuropa-Berichterstattung) oraz Stowarzyszenia Reporterów „Rekolektyw”.

## Wyróżnienia
- 2019: Grand Press – nominacja[2], za rozmowę z Karolem Trammerem(inne języki) pt. Dlaczego marszałek nie jeździł koleją?[6],
- 2020: Polsko-Niemiecka Nagroda Dziennikarska im. Tadeusza Mazowieckiego – laureatka, za artykuł Chrystus zamiast mostu na trójstyku granic („Gazeta Wyborcza”)[7]
- 2024: Nagroda Polskiej Agencji Prasowej im. Ryszarda Kapuścińskiego – nominacja[2], za artykuł Bohaterstwo, punktualność, korupcja. Rzecz o ukraińskiej kolei („Krytyka Polityczna”)[8]